# Eparchie pokrovská
Eparchie Pokrovsk je eparchie ruské pravoslavné církve nacházející se v Rusku.

## Území a titul biskupa
Zahrnuje správní hranice území Alexandrovo-Gajského, Děrgačjovského, Jeršovského, Krasnokutského, Novouzenského, Ozinského, Pitěrského, Rovenského, Sovětského, Fjodorovského a Engelského rajónu Saratovské oblasti.
Eparchiálnímu biskupovi náleží titul biskup pokrovský a novouzenský.

## Historie
V letech 1931-1940 existoval pokrovský vikariát saratovské eparchie který zahrnoval území Autonomní sovětské socialistické republiky Povolžských Němců.
Dne 5. října 2011 byla rozhodnutím Svatého synodu zřízena samostatná pokrovská eparchie oddělením území ze saratovské eparchie. Katedrálním sídlem se stalo město Engels, které se do roku 1931 nazývalo Pokrovsk. O den později se stala součástí nově vzniklé saratovské metropole.
Prvním eparchiálním biskupem se stal igumen Pachomij (Bruskov), duchovní saratovské eparchie.

## Seznam biskupů

### Pokrovský vikariát
- 1931–1931 Serafim (Zborovskij)
- 1931–1940 Pavel (Flerinskij)

### Pokrovská eparchie
- 2011–2023 Pachomij (Bruskov)
  - 2023–2023 Ignatij (Děputatov) dočasný správce
- od 2023 Foma (Demčuk)